# Rozdvojená duše
Rozdvojená duše (orig. Spellbound) je psychologický thriller Alfreda Hitchcocka z roku 1945 o novém řediteli ústavu pro duševně choré, o němž vyjde najevo, že je někdo jiný, než kdo si myslí, že je. Filmová zápletka je do značné míry inspirována dobově módním zájmem o psychoanalýzu. 
Hlavní role ztvárnili Ingrid Bergmanová a Gregory Peck. Výtvarně se na filmu podílel Salvador Dalí. 
Ve filmu si zahrál i režisér Alfred Hitchcock a to muže vystupujícího z výtahu.

## Obsazení
- Ingrid Bergman – Dr. Constance Petersen
- Gregory Peck – Dr. Anthony Edwardes / John Ballantyne
- Michael Chekhov –  Dr. Alexander "Alex" Brulov
- Leo G. Carroll – Dr. Murchison, ředitel ústavu
- Rhonda Fleming – Mary Carmichael, pacient
- John Emery – Dr. Fleurot
- Norman Lloyd – Mr. Garmes, pacient
- Bill Goodwin – detektiv
- Steven Geray – Dr. Graff
- Donald Curtis – Harry, zaměstnanec ústavu
- Wallace Ford – cizinec
- Art Baker – detektiv Cooley
- Regis Toomey – seržant Gillespie
- Paul Harvey –  Dr. Hanis